# Вискаша Вольффсона
Вискаша Вольффсона, или вискача Вульфсона (лат. Lagidium wolffsohni) — вид млекопитающих из семейства шиншилловых (Chinchillidae). Назван в честь английского зоолога Джона Вулффсона (1856—1928), работавшего с 1891 года в Чили.
Обитает на юго-западе Аргентины и в соседнем Чили. Живёт в горах на высоте примерно 4000 метров над уровнем моря на обнажённых скалистых территориях. Страдает от охоты ради меха. Об этом виде очень мало известно. В Красном списке МСОП за 2010 год вискаша Вольффсона значится как вид «находящийся под угрозой исчезновения».